# گریس رفته
گرِیس رفته (انگلیسی: Grace Is Gone) فیلمی در ژانر درام است که در سال ۲۰۰۷ منتشر شد. از بازیگران آن می‌توان به جان کیوسک و آلساندرو نیوولا اشاره کرد.